# Jennifer Lopez/Auszeichnungen für Musikverkäufe

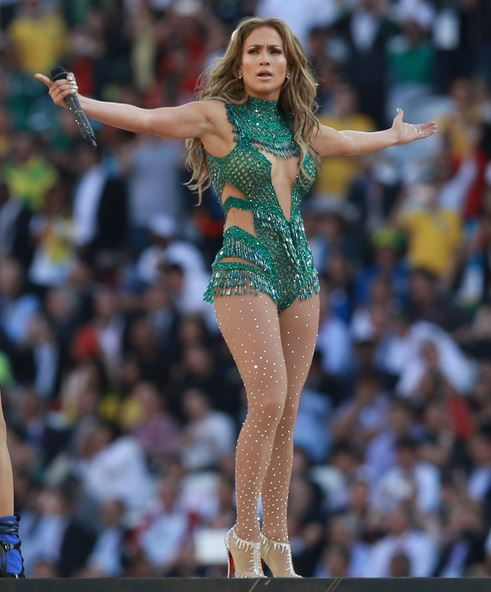
Jennifer Lopez (2014)

Dies ist eine Übersicht über die Auszeichnungen für Musikverkäufe der US-amerikanischen Sängerin Jennifer Lopez. Die Auszeichnungen finden sich nach ihrer Art (Gold, Platin usw.), nach Staaten getrennt in chronologischer Reihenfolge, geordnet sowie nach den Tonträgern selbst, ebenfalls in chronologischer Reihenfolge, getrennt nach Medium (Alben, Singles usw.), wieder.

## Auszeichnungen
| - Frankreich - 1999: für die Single Waiting for Tonight - 2002: für die Single I’m Real - Vereinigtes Königreich - 2013: für die Single T.H.E. (The Hardest Ever) - 2018: für die Single Play - 2019: für die Single I’m Gonna Be Alright (Track Masters Remix) - 2020: für das Album On The 6/J Lo - 2020: für die Single Ain’t Your Mama - 2022: für die Single Control Myself - 2025: für die Single Dance Again - Argentinien - 1999: für das Album On the 6 - 2001: für das Album J.Lo - Australien - 2000: für die Single Feelin’ So Good - 2002: für die Single Ain’t It Funny (Murder Remix) - 2002: für das Album J to tha L–O! The Remixes - 2002: für die Single I’m Gonna Be Alright (Track Masters Remix) - 2003: für das Videoalbum The Reel Me - 2003: für die Single I’m Glad - 2005: für das Album Rebirth - 2013: für die Single Live It Up - 2013: für die Single Sweet Spot - Belgien - 1999: für die Single Waiting for Tonight - 1999: für das Album On the 6 - 2000: für die Single Let’s Get Loud - 2001: für die Single Love Don’t Cost a Thing - 2001: für die Single Play - 2001: für die Single Ain’t It Funny - 2001: für die Single I’m Real - 2002: für das Album This Is Me… Then - 2003: für die Single Jenny from the Block - 2012: für die Single Dance Again - Brasilien - 2001: für das Album J.Lo - 2022: für die Single Pa’ ti - 2024: für die Single Live It Up - 2024: für die Single Booty - 2024: für die Single Goin’ In - 2024: für die Single Follow the Leader - Dänemark - 2002: für das Album This Is Me… Then - 2012: für die Single Dance Again - 2014: für das Streaming We Are One (Ole Ola) - 2023: für die Single Jenny from the Block - 2024: für die Single Let’s Get Loud - Deutschland - 1999: für die Single If You Had My Love - 1999: für das Album On the 6 - 2002: für das Album This Is Me… Then - 2004: für das Videoalbum Jennifer Lopez: Let’s Get Loud - 2011: für das Album Love? - 2014: für die Single We Are One (Ole Ola) - 2018: für die Single Try Me - 2023: für die Single Let’s Get Loud - 2023: für die Single Jenny from the Block - 2023: für die Single I’m Into You - Finnland - 2001: für das Album J.Lo - 2003: für das Album This Is Me… Then - 2012: für die Single Dance Again - Frankreich - 1999: für die Single If You Had My Love - 2001: für das Videoalbum Jennifer Lopez: Feelin’ So Good - 2002: für das Album J to tha L–O! The Remixes - 2003: für die Single Jenny from the Block - 2005: für die Single Get Right - 2005: für das Album Rebirth - GCC - 2011: für das Album Love? - Griechenland - 2001: für das Album On the 6 - 2001: für das Album J.Lo - 2003: für das Album This Is Me… Then - 2007: für das Album Como ama una mujer - Irland - 2005: für das Album Rebirth - Italien - 2011: für die Single I’m Into You - 2011: für das Album Love? - 2016: für die Single Adrenalina - 2021: für die Single Let’s Get Loud - 2023: für die Single Jenny from the Block - Japan - 1999: für das Album On the 6 - 2001: für das Album J.Lo - 2002: für das Album This Is Me… Then - 2005: für das Album Rebirth - 2012: für die Single On the Floor (Mobile Downloads) - Kanada - 2012: für die Single I’m Into You - 2012: für die Single Papi - 2013: für die Single Live It Up - Mexiko - 2001: für das Album J.Lo - 2014: für die Single We Are One (Ole Ola) - 2019: für die Single Olvídame y pega la vuelta - 2019: für die Single Ni tú ni yo - 2020: für die Single Let’s Get Loud - 2020: für die Single Get Right - 2020: für die Single Amor Amor Amor - 2020: für die Single No me ames - 2021: für die Single Pa’ ti - Neuseeland - 2000: für die Single Waiting for Tonight - 2016: für die Single Try Me - 2022: für die Single Ain’t Your Mama - 2022: für die Single Let’s Get Loud - 2023: für die Single Love Don’t Cost a Thing - 2024: für das Album Dance Again … The Hits - Niederlande - 2000: für die Single Let’s Get Loud - 2002: für das Album J to tha L–O! The Remixes - 2002: für das Album This Is Me… Then - Norwegen - 2001: für das Album J.Lo - Österreich - 2001: für das Album On the 6 - 2001: für das Album J.Lo - 2003: für das Album This Is Me… Then - 2013: für die Single Dance Again - 2016: für die Single Ain’t Your Mama - Polen - 2001: für das Album J.Lo - 2015: für die Single Back It Up - 2021: für die Single Pa’ ti - Portugal - 2003: für das Album This Is Me… Then - 2007: für das Album Como ama una mujer - Russland - 2011: für das Album Love? - Schweden - 1999: für die Single If You Had My Love - 2001: für die Single Ain’t It Funny - 2001: für das Album J.Lo - 2003: für das Album This Is Me… Then - Schweiz - 1999: für die Single If You Had My Love - 2001: für die Single Love Don’t Cost a Thing - 2002: für die Single Jenny From the Block - 2005: für das Album Rebirth - 2011: für das Album Love? - 2011: für die Single I’m Into You - 2014: für die Single We Are One (Ole Ola) - Spanien - 2012: für die Single Dance Again - 2014: für das Streaming We Are One (Ole Ola) - 2016: für die Single Back It Up - 2017: für die Single Ni tú ni yo - 2024: für die Single Let’s Get Loud - 2024: für die Single We Are One (Ole Ola) - Ungarn - 2003: für das Album This Is Me… Then - 2005: für das Album Rebirth - 2007: für das Album Como ama una mujer - Vereinigte Staaten - 2002: für das Videoalbum Jennifer Lopez: Feelin’ So Good - 2003: für das Videoalbum Jennifer Lopez: Let’s Get Loud - 2005: für die Single Get Right - 2006: für den Mastertone Get Right - 2012: für die Single I’m Into You - 2013: für die Single Follow the Leader - 2017: für die Single Ain’t Your Mama - 2019: für die Single Dinero - 2021: für die Single Control Myself - 2021: für die Single Back It Up - 2022: für die Single We Are One (Ole Ola) - Vereinigtes Königreich - 2005: für das Album Rebirth - 2013: für das Album Love? - 2021: für die Single Love Don’t Cost a Thing - 2022: für die Single Waiting for Tonight - 2022: für die Single I’m Real - 2023: für die Single Ain’t It Funny - 2024: für die Single All I Have - 2025: für die Single Let’s Get Loud - 2025: für die Single I’m Into You | - Frankreich - 2001: für das Album J.Lo - 2001: für das Album On the 6 - 2002: für das Album This Is Me… Then - Australien - 2002: für das Album On the 6 - 2002: für das Album This Is Me… Then - 2012: für die Single Dance Again - 2022: für die Single Ain’t It Funny - 2022: für die Single Ain’t Your Mama - 2022: für die Single Play - Belgien - 1999: für die Single If You Had My Love - 2001: für das Album J.Lo - 2012: für die Single On the Floor - Brasilien - 2024: für die Single Papi - Dänemark - 2011: für das Streaming On the Floor - 2012: für das Streaming Dance Again - 2015: für die Single Try Me - 2019: für die Single Ain’t Your Mama - Deutschland - 2001: für das Album J.Lo - 2016: für die Single Ain’t Your Mama - 2023: für die Single Dance Again - Europa - 1999: für das Album On the 6 - 2002: für das Album This Is Me… Then - Finnland - 2011: für die Single On the Floor - Frankreich - 2003: für das Videoalbum Jennifer Lopez: Let’s Get Loud - Indonesien - 2001: für das Album On the 6 - 2005: für das Album J.Lo - 2011: für das Album Love? - Italien - 2001: für das Album On the 6 - 2012: für die Single Papi - 2012: für die Single Dance Again - 2014: für die Single We Are One (Ole Ola) - Japan - 2014: für die Single On the Floor (Digital) - Kanada - 2005: für das Album J to tha L–O! The Remixes - 2005: für das Album Rebirth - 2012: für das Album Love? - 2012: für die Single Dance Again - Mexiko - 2015: für die Single Adrenalina - 2019: für die Single Ain’t Your Mama - 2020: für die Single El Anillo - Neuseeland - 1999: für das Album On the 6 - 1999: für die Single If You Had My Love - 2002: für das Album J to tha L–O! The Remixes - 2003: für das Album This Is Me… Then - 2005: für die Single Get Right - 2021: für die Single Jenny from the Block - 2022: für die Single I’m Real - 2023: für die Single All I Have - 2024: für das Album Love? - Niederlande - 2000: für das Album On the 6 - 2001: für das Album J.Lo - Norwegen - 2003: für die Single Jenny from the Block - Polen - 2002: für das Album On the 6 - 2011: für das Album Love? - Portugal - 2006: für das Videoalbum Jennifer Lopez: Let’s Get Loud - 2011: für das Album Love? - 2019: für die Single Ain’t Your Mama - Russland - 2011: für die Single On the Floor - Schweden - 2013: für die Single Dance Again - 2015: für die Single Try Me - Schweiz - 2000: für das Album On the 6 - 2002: für das Album This Is Me… Then - 2007: für das Album Como ama una mujer - Singapur - 2019: für das Album Love? - Spanien - 1999: für die Single If You Had My Love - 2003: für das Album This Is Me… Then - 2007: für das Album Como ama una mujer - 2016: für das Streaming El mismo sol - 2018: für die Single El Anillo - Südafrika - 2002: für das Album J.Lo - Vereinigte Staaten - 1999: für die Single If You Had My Love - 2002: für das Album J to tha L–O! The Remixes - 2005: für das Album Rebirth - 2012: für die Single Dance Again - 2016: für die Single Booty - 2019: für die Single Se acabó el amor (Latin) - 2020: für die Single Te boté 2 (Latin) - 2022: für die Single Baila conmigo (Latin) - 2022: für die Single All I Have - 2022: für die Single Jenny from the Block - 2024: für die Single Let’s Get Loud - 2024: für die Single Waiting for Tonight - Vereinigtes Königreich - 2002: für das Album J to tha L–O! The Remixes - 2013: für das Videoalbum The Reel Me - 2016: für das Album On the 6 - 2023: für die Single Jenny from the Block - 2023: für die Single If You Had My Love - 2024: für die Single Get Right - 2024: für das Album Dance Again … The Hits | - Australien - 2001: für das Album J.Lo - 2022: für die Single All I Have - 2022: für die Single Get Right - 2022: für die Single If You Had My Love - 2022: für die Single Love Don’t Cost a Thing - 2022: für die Single Waiting for Tonight - Dänemark - 2024: für die Single On the Floor - Europa - 2002: für das Album J.Lo - Italien - 2019: für die Single Ain’t Your Mama - Kanada - 2001: für das Album J.Lo - 2006: für das Album This Is Me… Then - Neuseeland - 2002: für das Album J.Lo - Norwegen - 2015: für die Single Try Me - Russland - 2007: für das Album Brave - 2007: für das Album Como ama una mujer - Schweden - 2011: für die Single On the Floor - Schweiz - 2003: für das Album J.Lo - Spanien - 2000: für das Album On the 6 - 2001: für das Album J.Lo - 2015: für das Streaming Adrenalina - 2016: für die Single El mismo sol - 2016: für die Single Adrenalina - Vereinigte Staaten - 2003: für das Album This Is Me… Then - Vereinigtes Königreich - 2013: für das Album This Is Me… Then - 2019: für das Album J.Lo - 2020: für die Single On the Floor - Mexiko - 2020: für die Single Dance Again - Australien - 2022: für die Single I’m Real - 2022: für die Single Jenny from the Block - 2022: für die Single Let’s Get Loud - Brasilien - 2024: für die Single I’m Into You - Italien - 2011: für die Single On the Floor - Spanien - 2011: für die Single On the Floor - 2016: für die Single Ain’t Your Mama - Vereinigte Staaten - 2000: für das Album On the 6 - 2004: für das Videoalbum The Reel Me - 2011: für die Single On the Floor - 2022: für die Single Pa’ ti (Latin) - Vereinigtes Königreich - 2024: für die Single On the Floor - Deutschland - 2023: für die Single On the Floor - Australien - 2011: für die Single On the Floor - Neuseeland - 2025: für die Single On the Floor - Schweiz - 2012: für die Single On the Floor - Vereinigte Staaten - 2003: für das Album J.Lo - Kanada - 2001: für das Album On the 6 - 2012: für die Single On the Floor - Spanien - 2007: für die Single Qué hiciste - Vereinigte Staaten - 2023: für die Single El Anillo (Latin) - Spanien - 2007: für den Ringtone Qué hiciste - Frankreich - 2017: für die Single Ain’t Your Mama - Polen - 2016: für die Single Ain’t Your Mama - Brasilien - 2024: für die Single On the Floor |

## Auszeichnungen nach Alben

### On the 6
| Land/Region                  | Auszeichnungen für Musikverkäufe (Land/Region, Auszeichnung, Verkäufe) | Verkäufe    |
| ---------------------------- | ---------------------------------------------------------------------- | ----------- |
| Argentinien (CAPIF)          | Gold                                                                   | 20.000      |
| Australien (ARIA)            | Platin                                                                 | 70.000      |
| Belgien (BRMA)               | Gold                                                                   | 25.000      |
| Deutschland (BVMI)           | Gold                                                                   | 250.000     |
| Europa (IFPI)                | Platin                                                                 | (1.000.000) |
| Finnland (IFPI)              | —                                                                      | 10.505      |
| Frankreich (SNEP)            | 2× Gold                                                                | 210.000     |
| Griechenland (IFPI)          | Gold                                                                   | 15.000      |
| Indonesien (ASIRI)           | Platin                                                                 | 50.000      |
| Italien (FIMI)               | Platin                                                                 | 100.000     |
| Japan (RIAJ)                 | Gold                                                                   | 100.000     |
| Kanada (MC)                  | 5× Platin                                                              | 500.000     |
| Neuseeland (RMNZ)            | Platin                                                                 | 15.000      |
| Niederlande (NVPI)           | Platin                                                                 | 80.000      |
| Österreich (IFPI)            | Gold                                                                   | 25.000      |
| Polen (ZPAV)                 | Platin                                                                 | 70.000      |
| Schweiz (IFPI)               | Platin                                                                 | 50.000      |
| Spanien (Promusicae)         | 2× Platin                                                              | 280.000     |
| Vereinigte Staaten (RIAA)    | 3× Platin                                                              | 3.000.000   |
| Vereinigtes Königreich (BPI) | Platin                                                                 | 300.000     |
| Insgesamt                    | 8× Gold · 20× Platin ·                                                 | 5.130.505   |

### J.Lo
| Land/Region                  | Auszeichnungen für Musikverkäufe (Land/Region, Auszeichnung, Verkäufe) | Verkäufe  |
| ---------------------------- | ---------------------------------------------------------------------- | --------- |
| Argentinien (CAPIF)          | Gold                                                                   | 20.000    |
| Australien (ARIA)            | 2× Platin                                                              | 140.000   |
| Belgien (BRMA)               | Platin                                                                 | (50.000)  |
| Brasilien (PMB)              | Gold                                                                   | 50.000    |
| Deutschland (BVMI)           | Platin                                                                 | (300.000) |
| Europa (IFPI)                | 2× Platin                                                              | 2.000.000 |
| Finnland (IFPI)              | Gold                                                                   | (19.596)  |
| Frankreich (SNEP)            | 2× Gold                                                                | (200.000) |
| Griechenland (IFPI)          | Gold                                                                   | (15.000)  |
| Indonesien (ASIRI)           | Platin                                                                 | 50.000    |
| Japan (RIAJ)                 | Gold                                                                   | 100.000   |
| Kanada (MC)                  | 2× Platin                                                              | 200.000   |
| Mexiko (AMPROFON)            | Gold                                                                   | 80.000    |
| Neuseeland (RMNZ)            | 2× Platin                                                              | 30.000    |
| Niederlande (NVPI)           | Platin                                                                 | (80.000)  |
| Norwegen (IFPI)              | Gold                                                                   | (25.000)  |
| Österreich (IFPI)            | Gold                                                                   | (20.000)  |
| Polen (ZPAV)                 | Gold                                                                   | (50.000)  |
| Schweden (IFPI)              | Gold                                                                   | (40.000)  |
| Schweiz (IFPI)               | 2× Platin                                                              | (80.000)  |
| Spanien (Promusicae)         | 2× Platin                                                              | (200.000) |
| Südafrika (RISA)             | 2× Platin                                                              | 100.000   |
| Vereinigte Staaten (RIAA)    | 4× Platin                                                              | 4.000.000 |
| Vereinigtes Königreich (BPI) | 2× Platin                                                              | (606.500) |
| Insgesamt                    | 12× Gold · 24× Platin ·                                                | 6.770.000 |

### J to tha L-O!: The Remixes
| Land/Region                  | Auszeichnungen für Musikverkäufe (Land/Region, Auszeichnung, Verkäufe) | Verkäufe  |
| ---------------------------- | ---------------------------------------------------------------------- | --------- |
| Australien (ARIA)            | Gold                                                                   | 35.000    |
| Frankreich (SNEP)            | Gold                                                                   | 100.000   |
| Kanada (MC)                  | Platin                                                                 | 100.000   |
| Neuseeland (RMNZ)            | Platin                                                                 | 15.000    |
| Niederlande (NVPI)           | Gold                                                                   | 40.000    |
| Vereinigte Staaten (RIAA)    | Platin                                                                 | 1.500.000 |
| Vereinigtes Königreich (BPI) | Platin                                                                 | 300.000   |
| Insgesamt                    | 3× Gold · 4× Platin ·                                                  | 2.090.000 |

### This Is Me… Then
| Land/Region                  | Auszeichnungen für Musikverkäufe (Land/Region, Auszeichnung, Verkäufe) | Verkäufe    |
| ---------------------------- | ---------------------------------------------------------------------- | ----------- |
| Australien (ARIA)            | Platin                                                                 | 70.000      |
| Belgien (BRMA)               | Gold                                                                   | 15.000      |
| Dänemark (IFPI)              | Gold                                                                   | 25.000      |
| Deutschland (BVMI)           | Gold                                                                   | 150.000     |
| Europa (IFPI)                | Platin                                                                 | (1.000.000) |
| Finnland (IFPI)              | Gold                                                                   | 19.998      |
| Frankreich (SNEP)            | 2× Gold                                                                | 200.000     |
| Griechenland (IFPI)          | Gold                                                                   | 15.000      |
| Japan (RIAJ)                 | Gold                                                                   | 100.000     |
| Kanada (MC)                  | 2× Platin                                                              | 200.000     |
| Neuseeland (RMNZ)            | Platin                                                                 | 15.000      |
| Niederlande (NVPI)           | Gold                                                                   | 40.000      |
| Österreich (IFPI)            | Gold                                                                   | 15.000      |
| Portugal (AFP)               | Gold                                                                   | 20.000      |
| Schweden (IFPI)              | Gold                                                                   | 30.000      |
| Schweiz (IFPI)               | Platin                                                                 | 40.000      |
| Spanien (Promusicae)         | Platin                                                                 | 100.000     |
| Ungarn (MAHASZ)              | Gold                                                                   | 15.000      |
| Vereinigte Staaten (RIAA)    | 2× Platin                                                              | 2.600.000   |
| Vereinigtes Königreich (BPI) | 2× Platin                                                              | 600.000     |
| Insgesamt                    | 13× Gold · 11× Platin ·                                                | 4.269.998   |

### On The 6/J.Lo
| Land/Region                  | Auszeichnungen für Musikverkäufe (Land/Region, Auszeichnung, Verkäufe) | Verkäufe |
| ---------------------------- | ---------------------------------------------------------------------- | -------- |
| Vereinigtes Königreich (BPI) | Silber                                                                 | 60.000   |
| Insgesamt                    | 1× Silber ·                                                            | 60.000   |

### Rebirth
| Land/Region                  | Auszeichnungen für Musikverkäufe (Land/Region, Auszeichnung, Verkäufe) | Verkäufe  |
| ---------------------------- | ---------------------------------------------------------------------- | --------- |
| Australien (ARIA)            | Gold                                                                   | 35.000    |
| Frankreich (SNEP)            | Gold                                                                   | 100.000   |
| Irland (IRMA)                | Gold                                                                   | 7.500     |
| Japan (RIAJ)                 | Gold                                                                   | 100.000   |
| Kanada (MC)                  | Platin                                                                 | 100.000   |
| Schweiz (IFPI)               | Gold                                                                   | 20.000    |
| Ungarn (MAHASZ)              | Gold                                                                   | 10.000    |
| Vereinigte Staaten (RIAA)    | Platin                                                                 | 1.000.000 |
| Vereinigtes Königreich (BPI) | Gold                                                                   | 100.000   |
| Insgesamt                    | 7× Gold · 2× Platin ·                                                  | 1.546.500 |

### Como ama una mujer
| Land/Region               | Auszeichnungen für Musikverkäufe (Land/Region, Auszeichnung, Verkäufe) | Verkäufe |
| ------------------------- | ---------------------------------------------------------------------- | -------- |
| Griechenland (IFPI)       | Gold                                                                   | 7.500    |
| Portugal (AFP)            | Gold                                                                   | 10.000   |
| Russland (NFPF)           | 2× Platin                                                              | 40.000   |
| Schweiz (IFPI)            | Platin                                                                 | 30.000   |
| Spanien (Promusicae)      | Platin                                                                 | 80.000   |
| Ungarn (MAHASZ)           | Gold                                                                   | 3.000    |
| Vereinigte Staaten (RIAA) | —                                                                      | 218.000  |
| Insgesamt                 | 3× Gold · 4× Platin ·                                                  | 371.500  |

### Brave
| Land/Region               | Auszeichnungen für Musikverkäufe (Land/Region, Auszeichnung, Verkäufe) | Verkäufe |
| ------------------------- | ---------------------------------------------------------------------- | -------- |
| Russland (NFPF)           | 2× Platin                                                              | 40.000   |
| Vereinigte Staaten (RIAA) | —                                                                      | 173.000  |
| Insgesamt                 | 2× Platin ·                                                            | 213.000  |

### Love?
| Land/Region                  | Auszeichnungen für Musikverkäufe (Land/Region, Auszeichnung, Verkäufe) | Verkäufe |
| ---------------------------- | ---------------------------------------------------------------------- | -------- |
| Deutschland (BVMI)           | Gold                                                                   | 100.000  |
| Golf-Kooperationsrat (IFPI)  | Gold                                                                   | 3.000    |
| Indonesien (ASIRI)           | Platin                                                                 | 15.000   |
| Italien (FIMI)               | Gold                                                                   | 30.000   |
| Kanada (MC)                  | Platin                                                                 | 80.000   |
| Neuseeland (RMNZ)            | Platin                                                                 | 15.000   |
| Polen (ZPAV)                 | Platin                                                                 | 20.000   |
| Portugal (AFP)               | Platin                                                                 | 20.000   |
| Russland (NFPF)              | Gold                                                                   | 10.000   |
| Schweiz (IFPI)               | Gold                                                                   | 15.000   |
| Singapur (RIAS)              | Platin                                                                 | 10.000   |
| Vereinigte Staaten (RIAA)    | —                                                                      | 353.000  |
| Vereinigtes Königreich (BPI) | Gold                                                                   | 100.000  |
| Insgesamt                    | 6× Gold · 6× Platin ·                                                  | 820.000  |

### Dance Again … The Hits
| Land/Region                  | Auszeichnungen für Musikverkäufe (Land/Region, Auszeichnung, Verkäufe) | Verkäufe |
| ---------------------------- | ---------------------------------------------------------------------- | -------- |
| Neuseeland (RMNZ)            | Gold                                                                   | 7.500    |
| Vereinigte Staaten (RIAA)    | —                                                                      | 126.000  |
| Vereinigtes Königreich (BPI) | Platin                                                                 | 300.000  |
| Insgesamt                    | 1× Gold · 1× Platin ·                                                  | 433.500  |

### A.K.A.
| Land/Region               | Auszeichnungen für Musikverkäufe (Land/Region, Auszeichnung, Verkäufe) | Verkäufe |
| ------------------------- | ---------------------------------------------------------------------- | -------- |
| Vereinigte Staaten (RIAA) | —                                                                      | 81.000   |
| Insgesamt                 | —                                                                      | 81.000   |

## Auszeichnungen nach Singles

### If You Had My Love
| Land/Region                  | Auszeichnungen für Musikverkäufe (Land/Region, Auszeichnung, Verkäufe) | Verkäufe  |
| ---------------------------- | ---------------------------------------------------------------------- | --------- |
| Australien (ARIA)            | 2× Platin                                                              | 140.000   |
| Belgien (BRMA)               | Platin                                                                 | 50.000    |
| Deutschland (BVMI)           | Gold                                                                   | 250.000   |
| Frankreich (SNEP)            | Gold                                                                   | 250.000   |
| Neuseeland (RMNZ)            | Platin                                                                 | 10.000    |
| Schweden (IFPI)              | Gold                                                                   | 15.000    |
| Schweiz (IFPI)               | Gold                                                                   | 25.000    |
| Spanien (Promusicae)         | Platin                                                                 | 50.000    |
| Vereinigte Staaten (RIAA)    | Platin                                                                 | 1.200.000 |
| Vereinigtes Königreich (BPI) | Platin                                                                 | 600.000   |
| Insgesamt                    | 4× Gold · 7× Platin ·                                                  | 2.590.000 |

### No me ames
| Land/Region       | Auszeichnungen für Musikverkäufe (Land/Region, Auszeichnung, Verkäufe) | Verkäufe |
| ----------------- | ---------------------------------------------------------------------- | -------- |
| Mexiko (AMPROFON) | Gold                                                                   | 30.000   |
| Insgesamt         | 1× Gold ·                                                              | 30.000   |

### Waiting for Tonight
| Land/Region                  | Auszeichnungen für Musikverkäufe (Land/Region, Auszeichnung, Verkäufe) | Verkäufe  |
| ---------------------------- | ---------------------------------------------------------------------- | --------- |
| Australien (ARIA)            | 2× Platin                                                              | 140.000   |
| Belgien (BRMA)               | Gold                                                                   | 25.000    |
| Frankreich (SNEP)            | Silber                                                                 | 125.000   |
| Neuseeland (RMNZ)            | Gold                                                                   | 5.000     |
| Vereinigte Staaten (RIAA)    | Platin                                                                 | 1.000.000 |
| Vereinigtes Königreich (BPI) | Gold                                                                   | 400.000   |
| Insgesamt                    | 1× Silber · 3× Gold · 3× Platin ·                                      | 1.695.000 |

### Feelin’ So Good
| Land/Region       | Auszeichnungen für Musikverkäufe (Land/Region, Auszeichnung, Verkäufe) | Verkäufe |
| ----------------- | ---------------------------------------------------------------------- | -------- |
| Australien (ARIA) | Gold                                                                   | 35.000   |
| Insgesamt         | 1× Gold ·                                                              | 35.000   |

### Let’s Get Loud
| Land/Region                  | Auszeichnungen für Musikverkäufe (Land/Region, Auszeichnung, Verkäufe) | Verkäufe  |
| ---------------------------- | ---------------------------------------------------------------------- | --------- |
| Australien (ARIA)            | 3× Platin                                                              | 210.000   |
| Belgien (BRMA)               | Gold                                                                   | 25.000    |
| Dänemark (IFPI)              | Gold                                                                   | 45.000    |
| Deutschland (BVMI)           | Gold                                                                   | 250.000   |
| Italien (FIMI)               | Gold                                                                   | 35.000    |
| Mexiko (AMPROFON)            | Gold                                                                   | 30.000    |
| Neuseeland (RMNZ)            | Gold                                                                   | 15.000    |
| Niederlande (NVPI)           | Gold                                                                   | 40.000    |
| Spanien (Promusicae)         | Gold                                                                   | 30.000    |
| Vereinigte Staaten (RIAA)    | Platin                                                                 | 1.000.000 |
| Vereinigtes Königreich (BPI) | Gold                                                                   | 400.000   |
| Insgesamt                    | 9× Gold · 4× Platin ·                                                  | 2.080.000 |

### Love Don’t Cost a Thing
| Land/Region                  | Auszeichnungen für Musikverkäufe (Land/Region, Auszeichnung, Verkäufe) | Verkäufe |
| ---------------------------- | ---------------------------------------------------------------------- | -------- |
| Australien (ARIA)            | 2× Platin                                                              | 140.000  |
| Belgien (BRMA)               | Gold                                                                   | 25.000   |
| Neuseeland (RMNZ)            | Gold                                                                   | 15.000   |
| Schweiz (IFPI)               | Gold                                                                   | 25.000   |
| Vereinigtes Königreich (BPI) | Gold                                                                   | 400.000  |
| Insgesamt                    | 4× Gold · 2× Platin ·                                                  | 605.000  |

### Play
| Land/Region                  | Auszeichnungen für Musikverkäufe (Land/Region, Auszeichnung, Verkäufe) | Verkäufe |
| ---------------------------- | ---------------------------------------------------------------------- | -------- |
| Australien (ARIA)            | Platin                                                                 | 70.000   |
| Belgien (BRMA)               | Gold                                                                   | 25.000   |
| Vereinigtes Königreich (BPI) | Silber                                                                 | 214.000  |
| Insgesamt                    | 1× Silber · 1× Gold · 1× Platin ·                                      | 309.000  |

### Ain’t It Funny
| Land/Region                  | Auszeichnungen für Musikverkäufe (Land/Region, Auszeichnung, Verkäufe) | Verkäufe |
| ---------------------------- | ---------------------------------------------------------------------- | -------- |
| Australien (ARIA)            | Platin                                                                 | 70.000   |
| Belgien (BRMA)               | Gold                                                                   | 25.000   |
| Schweden (IFPI)              | Gold                                                                   | 15.000   |
| Vereinigtes Königreich (BPI) | Gold                                                                   | 400.000  |
| Insgesamt                    | 3× Gold · 1× Platin ·                                                  | 510.000  |

### I’m Real
| Land/Region                  | Auszeichnungen für Musikverkäufe (Land/Region, Auszeichnung, Verkäufe) | Verkäufe |
| ---------------------------- | ---------------------------------------------------------------------- | -------- |
| Australien (ARIA)            | 3× Platin                                                              | 210.000  |
| Belgien (BRMA)               | Gold                                                                   | 25.000   |
| Frankreich (SNEP)            | Silber                                                                 | 125.000  |
| Neuseeland (RMNZ)            | Platin                                                                 | 30.000   |
| Vereinigtes Königreich (BPI) | Gold                                                                   | 400.000  |
| Insgesamt                    | 1× Silber · 2× Gold · 4× Platin ·                                      | 790.000  |

### Ain’t It Funny (Murder Remix)
| Land/Region       | Auszeichnungen für Musikverkäufe (Land/Region, Auszeichnung, Verkäufe) | Verkäufe |
| ----------------- | ---------------------------------------------------------------------- | -------- |
| Australien (ARIA) | Gold                                                                   | 35.000   |
| Insgesamt         | 1× Gold ·                                                              | 35.000   |

### I’m Gonna Be Alright (Track Masters Remix)
| Land/Region                  | Auszeichnungen für Musikverkäufe (Land/Region, Auszeichnung, Verkäufe) | Verkäufe |
| ---------------------------- | ---------------------------------------------------------------------- | -------- |
| Australien (ARIA)            | Gold                                                                   | 35.000   |
| Vereinigtes Königreich (BPI) | Silber                                                                 | 200.000  |
| Insgesamt                    | 1× Silber · 1× Gold ·                                                  | 235.000  |

### Jenny from the Block
| Land/Region                  | Auszeichnungen für Musikverkäufe (Land/Region, Auszeichnung, Verkäufe) | Verkäufe  |
| ---------------------------- | ---------------------------------------------------------------------- | --------- |
| Australien (ARIA)            | 3× Platin                                                              | 210.000   |
| Belgien (BRMA)               | Gold                                                                   | 25.000    |
| Dänemark (IFPI)              | Gold                                                                   | 45.000    |
| Deutschland (BVMI)           | Gold                                                                   | 250.000   |
| Frankreich (SNEP)            | Gold                                                                   | 250.000   |
| Italien (FIMI)               | Gold                                                                   | 50.000    |
| Neuseeland (RMNZ)            | Platin                                                                 | 30.000    |
| Norwegen (IFPI)              | Platin                                                                 | 10.000    |
| Schweiz (IFPI)               | Gold                                                                   | 25.000    |
| Vereinigte Staaten (RIAA)    | Platin                                                                 | 1.000.000 |
| Vereinigtes Königreich (BPI) | Platin                                                                 | 600.000   |
| Insgesamt                    | 6× Gold · 7× Platin ·                                                  | 2.495.000 |

### All I Have
| Land/Region                  | Auszeichnungen für Musikverkäufe (Land/Region, Auszeichnung, Verkäufe) | Verkäufe  |
| ---------------------------- | ---------------------------------------------------------------------- | --------- |
| Australien (ARIA)            | 2× Platin                                                              | 140.000   |
| Neuseeland (RMNZ)            | Platin                                                                 | 30.000    |
| Vereinigte Staaten (RIAA)    | Platin                                                                 | 1.000.000 |
| Vereinigtes Königreich (BPI) | Gold                                                                   | 400.000   |
| Insgesamt                    | 4× Platin ·                                                            | 1.570.000 |

### I’m Glad
| Land/Region       | Auszeichnungen für Musikverkäufe (Land/Region, Auszeichnung, Verkäufe) | Verkäufe |
| ----------------- | ---------------------------------------------------------------------- | -------- |
| Australien (ARIA) | Gold                                                                   | 35.000   |
| Insgesamt         | 1× Gold ·                                                              | 35.000   |

### Get Right
| Land/Region                  | Auszeichnungen für Musikverkäufe (Land/Region, Auszeichnung, Verkäufe) | Verkäufe  |
| ---------------------------- | ---------------------------------------------------------------------- | --------- |
| Australien (ARIA)            | 2× Platin                                                              | 140.000   |
| Frankreich (SNEP)            | Gold                                                                   | 200.000   |
| Mexiko (AMPROFON)            | Gold                                                                   | 30.000    |
| Neuseeland (RMNZ)            | Platin                                                                 | 10.000    |
| Vereinigte Staaten (RIAA)    | Gold (Single) · + Gold (Mastertone)                                    | 1.192.000 |
| Vereinigtes Königreich (BPI) | Platin                                                                 | 600.000   |
| Insgesamt                    | 4× Gold · 4× Platin ·                                                  | 2.172.000 |

### Control Myself
| Land/Region                  | Auszeichnungen für Musikverkäufe (Land/Region, Auszeichnung, Verkäufe) | Verkäufe |
| ---------------------------- | ---------------------------------------------------------------------- | -------- |
| Vereinigte Staaten (RIAA)    | Gold                                                                   | 500.000  |
| Vereinigtes Königreich (BPI) | Silber                                                                 | 200.000  |
| Insgesamt                    | 1× Silber · 1× Gold ·                                                  | 700.000  |

### Qué hiciste
| Land/Region          | Auszeichnungen für Musikverkäufe (Land/Region, Auszeichnung, Verkäufe) | Verkäufe |
| -------------------- | ---------------------------------------------------------------------- | -------- |
| Italien (FIMI)       | —                                                                      | 70.000   |
| Spanien (Promusicae) | 8× Platin (Single) · + 14× Platin (Ringtone)                           | 880.000  |
| Insgesamt            | 22× Platin ·                                                           | 950.000  |

### Do It Well
| Land/Region               | Auszeichnungen für Musikverkäufe (Land/Region, Auszeichnung, Verkäufe) | Verkäufe |
| ------------------------- | ---------------------------------------------------------------------- | -------- |
| Vereinigte Staaten (RIAA) | —                                                                      | 538.000  |
| Insgesamt                 | —                                                                      | 538.000  |

### On the Floor
| Land/Region                  | Auszeichnungen für Musikverkäufe (Land/Region, Auszeichnung, Verkäufe) | Verkäufe  |
| ---------------------------- | ---------------------------------------------------------------------- | --------- |
| Australien (ARIA)            | 4× Platin                                                              | 280.000   |
| Belgien (BRMA)               | Platin                                                                 | 30.000    |
| Brasilien (PMB)              | 3× Diamant                                                             | 750.000   |
| Dänemark (IFPI)              | 2× Platin                                                              | 180.000   |
| Deutschland (BVMI)           | 7× Gold                                                                | 1.050.000 |
| Finnland (IFPI)              | Platin                                                                 | 12.213    |
| Frankreich (SNEP)            | —                                                                      | 170.900   |
| Italien (FIMI)               | 3× Platin                                                              | 90.000    |
| Japan (RIAJ)                 | Gold (Mobile Downloads) · + Platin (Digital)                           | 350.000   |
| Kanada (MC)                  | 5× Platin                                                              | 400.000   |
| Neuseeland (RMNZ)            | 4× Platin                                                              | 120.000   |
| Russland (NFPF)              | Platin                                                                 | 200.000   |
| Schweden (IFPI)              | 2× Platin                                                              | 80.000    |
| Schweiz (IFPI)               | 4× Platin                                                              | 120.000   |
| Spanien (Promusicae)         | 3× Platin                                                              | 120.000   |
| Vereinigte Staaten (RIAA)    | 3× Platin                                                              | 3.800.000 |
| Vereinigtes Königreich (BPI) | 3× Platin                                                              | 1.800.000 |
| Insgesamt                    | 2× Gold · 40× Platin · 3× Diamant ·                                    | 9.503.113 |

### I’m Into You
| Land/Region                  | Auszeichnungen für Musikverkäufe (Land/Region, Auszeichnung, Verkäufe) | Verkäufe  |
| ---------------------------- | ---------------------------------------------------------------------- | --------- |
| Brasilien (PMB)              | 3× Platin                                                              | 180.000   |
| Deutschland (BVMI)           | Gold                                                                   | 150.000   |
| Italien (FIMI)               | Gold                                                                   | 15.000    |
| Kanada (MC)                  | Gold                                                                   | 40.000    |
| Schweiz (IFPI)               | Gold                                                                   | 15.000    |
| Vereinigte Staaten (RIAA)    | Gold                                                                   | 601.000   |
| Vereinigtes Königreich (BPI) | Gold                                                                   | 400.000   |
| Insgesamt                    | 6× Gold · 3× Platin ·                                                  | 1.401.000 |

### Papi
| Land/Region     | Auszeichnungen für Musikverkäufe (Land/Region, Auszeichnung, Verkäufe) | Verkäufe |
| --------------- | ---------------------------------------------------------------------- | -------- |
| Brasilien (PMB) | Platin                                                                 | 60.000   |
| Italien (FIMI)  | Platin                                                                 | 30.000   |
| Kanada (MC)     | Gold                                                                   | 40.000   |
| Insgesamt       | 1× Gold · 2× Platin ·                                                  | 130.000  |

### T.H.E. (The Hardest Ever)
| Land/Region                  | Auszeichnungen für Musikverkäufe (Land/Region, Auszeichnung, Verkäufe) | Verkäufe |
| ---------------------------- | ---------------------------------------------------------------------- | -------- |
| Vereinigtes Königreich (BPI) | Silber                                                                 | 200.000  |
| Insgesamt                    | 1× Silber ·                                                            | 200.000  |

### Dance Again
| Land/Region                  | Auszeichnungen für Musikverkäufe (Land/Region, Auszeichnung, Verkäufe) | Verkäufe  |
| ---------------------------- | ---------------------------------------------------------------------- | --------- |
| Australien (ARIA)            | Platin                                                                 | 70.000    |
| Belgien (BRMA)               | Gold                                                                   | 15.000    |
| Dänemark (IFPI)              | Gold                                                                   | 15.000    |
| Deutschland (BVMI)           | Platin                                                                 | 300.000   |
| Finnland (IFPI)              | Gold                                                                   | 5.440     |
| Frankreich (SNEP)            | —                                                                      | 51.200    |
| Italien (FIMI)               | Platin                                                                 | 30.000    |
| Kanada (MC)                  | Platin                                                                 | 80.000    |
| Mexiko (AMPROFON)            | 5× Gold                                                                | 150.000   |
| Österreich (IFPI)            | Gold                                                                   | 15.000    |
| Schweden (IFPI)              | Platin                                                                 | 40.000    |
| Spanien (Promusicae)         | Gold                                                                   | 20.000    |
| Vereinigte Staaten (RIAA)    | Platin                                                                 | 1.200.000 |
| Vereinigtes Königreich (BPI) | Silber                                                                 | 200.000   |
| Insgesamt                    | 1× Silber · 6× Gold · 8× Platin ·                                      | 2.191.640 |

### Goin’ In
| Land/Region     | Auszeichnungen für Musikverkäufe (Land/Region, Auszeichnung, Verkäufe) | Verkäufe |
| --------------- | ---------------------------------------------------------------------- | -------- |
| Brasilien (PMB) | Gold                                                                   | 30.000   |
| Insgesamt       | 1× Gold ·                                                              | 30.000   |

### Follow the Leader
| Land/Region               | Auszeichnungen für Musikverkäufe (Land/Region, Auszeichnung, Verkäufe) | Verkäufe |
| ------------------------- | ---------------------------------------------------------------------- | -------- |
| Brasilien (PMB)           | Gold                                                                   | 30.000   |
| Vereinigte Staaten (RIAA) | Gold                                                                   | 500.000  |
| Insgesamt                 | 2× Gold ·                                                              | 530.000  |

### Sweet Spot
| Land/Region       | Auszeichnungen für Musikverkäufe (Land/Region, Auszeichnung, Verkäufe) | Verkäufe |
| ----------------- | ---------------------------------------------------------------------- | -------- |
| Australien (ARIA) | Gold                                                                   | 35.000   |
| Insgesamt         | 1× Gold ·                                                              | 35.000   |

### Live It Up
| Land/Region       | Auszeichnungen für Musikverkäufe (Land/Region, Auszeichnung, Verkäufe) | Verkäufe |
| ----------------- | ---------------------------------------------------------------------- | -------- |
| Australien (ARIA) | Gold                                                                   | 35.000   |
| Brasilien (PMB)   | Gold                                                                   | 30.000   |
| Kanada (MC)       | Gold                                                                   | 40.000   |
| Insgesamt         | 3× Gold ·                                                              | 105.000  |

### Adrenalina
| Land/Region               | Auszeichnungen für Musikverkäufe (Land/Region, Auszeichnung, Verkäufe) | Verkäufe |
| ------------------------- | ---------------------------------------------------------------------- | -------- |
| Italien (FIMI)            | Gold                                                                   | 15.000   |
| Mexiko (AMPROFON)         | Platin                                                                 | 60.000   |
| Spanien (Promusicae)      | 2× Platin                                                              | 80.000   |
| Vereinigte Staaten (RIAA) | —                                                                      | 77.000   |
| Insgesamt                 | 1× Gold · 3× Platin ·                                                  | 232.000  |

### We Are One (Ole Ola)
| Land/Region               | Auszeichnungen für Musikverkäufe (Land/Region, Auszeichnung, Verkäufe) | Verkäufe |
| ------------------------- | ---------------------------------------------------------------------- | -------- |
| Deutschland (BVMI)        | Gold                                                                   | 150.000  |
| Frankreich (SNEP)         | —                                                                      | 35.000   |
| Italien (FIMI)            | Platin                                                                 | 30.000   |
| Mexiko (AMPROFON)         | Gold                                                                   | 30.000   |
| Schweiz (IFPI)            | Gold                                                                   | 15.000   |
| Spanien (Promusicae)      | Gold                                                                   | 30.000   |
| Vereinigte Staaten (RIAA) | Gold                                                                   | 500.000  |
| Insgesamt                 | 5× Gold · 1× Platin ·                                                  | 790.000  |

### Booty
| Land/Region               | Auszeichnungen für Musikverkäufe (Land/Region, Auszeichnung, Verkäufe) | Verkäufe  |
| ------------------------- | ---------------------------------------------------------------------- | --------- |
| Brasilien (PMB)           | Gold                                                                   | 30.000    |
| Vereinigte Staaten (RIAA) | Platin                                                                 | 1.000.000 |
| Insgesamt                 | 1× Gold · 1× Platin ·                                                  | 1.030.000 |

### Back It Up
| Land/Region               | Auszeichnungen für Musikverkäufe (Land/Region, Auszeichnung, Verkäufe) | Verkäufe |
| ------------------------- | ---------------------------------------------------------------------- | -------- |
| Polen (ZPAV)              | Gold                                                                   | 10.000   |
| Spanien (Promusicae)      | Gold                                                                   | 20.000   |
| Vereinigte Staaten (RIAA) | Gold                                                                   | 500.000  |
| Insgesamt                 | 3× Gold ·                                                              | 530.000  |

### El mismo sol
| Land/Region          | Auszeichnungen für Musikverkäufe (Land/Region, Auszeichnung, Verkäufe) | Verkäufe |
| -------------------- | ---------------------------------------------------------------------- | -------- |
| Spanien (Promusicae) | 2× Platin                                                              | 80.000   |
| Insgesamt            | 2× Platin ·                                                            | 80.000   |

### Try Me
| Land/Region        | Auszeichnungen für Musikverkäufe (Land/Region, Auszeichnung, Verkäufe) | Verkäufe |
| ------------------ | ---------------------------------------------------------------------- | -------- |
| Dänemark (IFPI)    | Platin                                                                 | 60.000   |
| Deutschland (BVMI) | Gold                                                                   | 200.000  |
| Neuseeland (RMNZ)  | Gold                                                                   | 7.500    |
| Norwegen (IFPI)    | 2× Platin                                                              | 20.000   |
| Schweden (IFPI)    | Platin                                                                 | 40.000   |
| Insgesamt          | 2× Gold · 4× Platin ·                                                  | 327.500  |

### Ain’t Your Mama
| Land/Region                  | Auszeichnungen für Musikverkäufe (Land/Region, Auszeichnung, Verkäufe) | Verkäufe  |
| ---------------------------- | ---------------------------------------------------------------------- | --------- |
| Australien (ARIA)            | Platin                                                                 | 70.000    |
| Dänemark (IFPI)              | Platin                                                                 | 90.000    |
| Deutschland (BVMI)           | Platin                                                                 | 400.000   |
| Frankreich (SNEP)            | Diamant                                                                | 233.333   |
| Italien (FIMI)               | 2× Platin                                                              | 100.000   |
| Neuseeland (RMNZ)            | Gold                                                                   | 15.000    |
| Mexiko (AMPROFON)            | Platin                                                                 | 60.000    |
| Österreich (IFPI)            | Gold                                                                   | 15.000    |
| Polen (ZPAV)                 | Diamant                                                                | 100.000   |
| Portugal (AFP)               | Platin                                                                 | 10.000    |
| Spanien (Promusicae)         | 3× Platin                                                              | 120.000   |
| Vereinigte Staaten (RIAA)    | Gold                                                                   | 500.000   |
| Vereinigtes Königreich (BPI) | Silber                                                                 | 200.000   |
| Insgesamt                    | 1× Silber · 3× Gold · 10× Platin · 2× Diamant ·                        | 1.903.333 |

### Olvídame y pega la vuelta
| Land/Region       | Auszeichnungen für Musikverkäufe (Land/Region, Auszeichnung, Verkäufe) | Verkäufe |
| ----------------- | ---------------------------------------------------------------------- | -------- |
| Mexiko (AMPROFON) | Gold                                                                   | 30.000   |
| Insgesamt         | 1× Gold ·                                                              | 30.000   |

### Ni tú ni yo
| Land/Region          | Auszeichnungen für Musikverkäufe (Land/Region, Auszeichnung, Verkäufe) | Verkäufe |
| -------------------- | ---------------------------------------------------------------------- | -------- |
| Mexiko (AMPROFON)    | Gold                                                                   | 30.000   |
| Spanien (Promusicae) | Gold                                                                   | 20.000   |
| Insgesamt            | 2× Gold ·                                                              | 50.000   |

### Amor Amor Amor
| Land/Region       | Auszeichnungen für Musikverkäufe (Land/Region, Auszeichnung, Verkäufe) | Verkäufe |
| ----------------- | ---------------------------------------------------------------------- | -------- |
| Mexiko (AMPROFON) | Gold                                                                   | 30.000   |
| Insgesamt         | 1× Gold ·                                                              | 30.000   |

### Se acabó el amor
| Land/Region               | Auszeichnungen für Musikverkäufe (Land/Region, Auszeichnung, Verkäufe) | Verkäufe |
| ------------------------- | ---------------------------------------------------------------------- | -------- |
| Vereinigte Staaten (RIAA) | Platin                                                                 | 60.000   |
| Insgesamt                 | 1× Platin ·                                                            | 60.000   |

### El Anillo
| Land/Region               | Auszeichnungen für Musikverkäufe (Land/Region, Auszeichnung, Verkäufe) | Verkäufe |
| ------------------------- | ---------------------------------------------------------------------- | -------- |
| Mexiko (AMPROFON)         | Platin                                                                 | 60.000   |
| Spanien (Promusicae)      | Platin                                                                 | 40.000   |
| Vereinigte Staaten (RIAA) | 8× Platin                                                              | 480.000  |
| Insgesamt                 | 10× Platin ·                                                           | 580.000  |

### Dinero
| Land/Region               | Auszeichnungen für Musikverkäufe (Land/Region, Auszeichnung, Verkäufe) | Verkäufe |
| ------------------------- | ---------------------------------------------------------------------- | -------- |
| Vereinigte Staaten (RIAA) | Gold                                                                   | 500.000  |
| Insgesamt                 | 1× Gold ·                                                              | 500.000  |

### Te boté 2
| Land/Region               | Auszeichnungen für Musikverkäufe (Land/Region, Auszeichnung, Verkäufe) | Verkäufe |
| ------------------------- | ---------------------------------------------------------------------- | -------- |
| Vereinigte Staaten (RIAA) | Platin                                                                 | 60.000   |
| Insgesamt                 | 1× Platin ·                                                            | 60.000   |

### Pa’ ti
| Land/Region               | Auszeichnungen für Musikverkäufe (Land/Region, Auszeichnung, Verkäufe) | Verkäufe |
| ------------------------- | ---------------------------------------------------------------------- | -------- |
| Brasilien (PMB)           | Gold                                                                   | 20.000   |
| Mexiko (AMPROFON)         | Gold                                                                   | 30.000   |
| Polen (ZPAV)              | Gold                                                                   | 10.000   |
| Vereinigte Staaten (RIAA) | 3× Platin                                                              | 180.000  |
| Insgesamt                 | 3× Gold · 3× Platin ·                                                  | 240.000  |

### Baila conmigo
| Land/Region               | Auszeichnungen für Musikverkäufe (Land/Region, Auszeichnung, Verkäufe) | Verkäufe |
| ------------------------- | ---------------------------------------------------------------------- | -------- |
| Vereinigte Staaten (RIAA) | Platin                                                                 | 60.000   |
| Insgesamt                 | 1× Platin ·                                                            | 60.000   |

## Auszeichnungen nach Liedern

### Brave
| Land/Region     | Auszeichnungen für Musikverkäufe (Land/Region, Auszeichnung, Verkäufe) | Verkäufe |
| --------------- | ---------------------------------------------------------------------- | -------- |
| Südkorea (KMCA) | —                                                                      | 261.745  |
| Insgesamt       | —                                                                      | 261.745  |

## Auszeichnungen nach Musikstreamings

### On the Floor
| Land/Region     | Auszeichnungen für Musikverkäufe (Land/Region, Auszeichnung, Verkäufe) | Verkäufe |
| --------------- | ---------------------------------------------------------------------- | -------- |
| Dänemark (IFPI) | Platin                                                                 | 100.000  |
| Insgesamt       | 1× Platin ·                                                            | 100.000  |

### Dance Again
| Land/Region     | Auszeichnungen für Musikverkäufe (Land/Region, Auszeichnung, Verkäufe) | Verkäufe  |
| --------------- | ---------------------------------------------------------------------- | --------- |
| Dänemark (IFPI) | Platin                                                                 | 1.800.000 |
| Insgesamt       | 1× Platin ·                                                            | 1.800.000 |

### Adrenalina
| Land/Region          | Auszeichnungen für Musikverkäufe (Land/Region, Auszeichnung, Verkäufe) | Verkäufe   |
| -------------------- | ---------------------------------------------------------------------- | ---------- |
| Spanien (Promusicae) | 2× Platin                                                              | 20.000.000 |
| Insgesamt            | 2× Platin ·                                                            | 20.000.000 |

### We Are One (Ole Ola)
| Land/Region          | Auszeichnungen für Musikverkäufe (Land/Region, Auszeichnung, Verkäufe) | Verkäufe  |
| -------------------- | ---------------------------------------------------------------------- | --------- |
| Dänemark (IFPI)      | Gold                                                                   | 1.300.000 |
| Spanien (Promusicae) | Gold                                                                   | 4.000.000 |
| Insgesamt            | 2× Gold ·                                                              | 5.300.000 |

### El mismo sol
| Land/Region          | Auszeichnungen für Musikverkäufe (Land/Region, Auszeichnung, Verkäufe) | Verkäufe   |
| -------------------- | ---------------------------------------------------------------------- | ---------- |
| Spanien (Promusicae) | Platin                                                                 | 10.000.000 |
| Insgesamt            | 1× Platin ·                                                            | 10.000.000 |

## Auszeichnungen nach Videoalben

### Jennifer Lopez: Feelin’ So Good
| Land/Region               | Auszeichnungen für Musikverkäufe (Land/Region, Auszeichnung, Verkäufe) | Verkäufe |
| ------------------------- | ---------------------------------------------------------------------- | -------- |
| Frankreich (SNEP)         | Gold                                                                   | 10.000   |
| Vereinigte Staaten (RIAA) | Gold                                                                   | 50.000   |
| Insgesamt                 | 2× Gold ·                                                              | 60.000   |

### Jennifer Lopez: Let’s Get Loud
| Land/Region               | Auszeichnungen für Musikverkäufe (Land/Region, Auszeichnung, Verkäufe) | Verkäufe |
| ------------------------- | ---------------------------------------------------------------------- | -------- |
| Deutschland (BVMI)        | Gold                                                                   | 25.000   |
| Frankreich (SNEP)         | Platin                                                                 | 20.000   |
| Portugal (AFP)            | Platin                                                                 | 8.000    |
| Vereinigte Staaten (RIAA) | Gold                                                                   | 50.000   |
| Insgesamt                 | 2× Gold · 2× Platin ·                                                  | 103.000  |

### The Reel Me
| Land/Region                  | Auszeichnungen für Musikverkäufe (Land/Region, Auszeichnung, Verkäufe) | Verkäufe |
| ---------------------------- | ---------------------------------------------------------------------- | -------- |
| Australien (ARIA)            | Gold                                                                   | 7.500    |
| Vereinigtes Königreich (BPI) | Platin                                                                 | 50.000   |
| Vereinigte Staaten (RIAA)    | 3× Platin                                                              | 300.000  |
| Insgesamt                    | 1× Gold · 4× Platin ·                                                  | 357.500  |

## Statistik und Quellen
| Land/RegionAuszeichnungen für Musikverkäufe (Land/Region, Auszeichnungen, Verkäufe, Quellen) | Silber     | Gold         | Platin         | Diamant     | Verkäufe    | Quellen                                                    |
| -------------------------------------------------------------------------------------------- | ---------- | ------------ | -------------- | ----------- | ----------- | ---------------------------------------------------------- |
| Argentinien (CAPIF)                                                                          | —          | 2× Gold2     | —              | —           | 50.000      | capif.org.ar                                               |
| Australien (ARIA)                                                                            | —          | 9× Gold9     | 31× Platin31   | —           | 2.457.500   | aria.com.au                                                |
| Belgien (BRMA)                                                                               | —          | 10× Gold10   | 3× Platin3     | —           | 370.000     | ultratop.be                                                |
| Brasilien (PMB)                                                                              | —          | 6× Gold6     | 4× Platin4     | 3× Diamant3 | 1.180.000   | pro-musicabr.org.br                                        |
| Dänemark (IFPI)                                                                              | —          | 5× Gold5     | 6× Platin6     | —           | 460.000     | ifpi.dk                                                    |
| Deutschland (BVMI)                                                                           | —          | 11× Gold11   | 6× Platin6     | —           | 3.825.000   | musikindustrie.de                                          |
| Europa (IFPI)                                                                                | —          | —            | 4× Platin4     | —           | (4.000.000) | ifpi.org (Memento vom 1. Januar 2014 im Internet Archive)  |
| Finnland (IFPI)                                                                              | —          | 3× Gold3     | Platin1        | —           | 67.752      | ifpi.fi                                                    |
| Frankreich (SNEP)                                                                            | 2× Silber2 | 12× Gold12   | Platin1        | Diamant1    | 2.280.433   | infodisc.fr snepmusique.com                                |
| Golf-Kooperationsrat (IFPI)                                                                  | —          | Gold1        | —              | —           | 3.000       | ifpi.org                                                   |
| Griechenland (IFPI)                                                                          | —          | 4× Gold4     | —              | —           | 52.500      | Einzelnachweise                                            |
| Indonesien (ASIRI)                                                                           | —          | —            | 3× Platin3     | —           | 105.000     | Einzelnachweise                                            |
| Irland (IRMA)                                                                                | —          | Gold1        | —              | —           | 7.500       | irishcharts.ie                                             |
| Italien (FIMI)                                                                               | —          | 5× Gold5     | 9× Platin9     | —           | 595.000     | fimi.it                                                    |
| Japan (RIAJ)                                                                                 | —          | 5× Gold5     | Platin1        | —           | 750.000     | riaj.or.jp JP2                                             |
| Kanada (MC)                                                                                  | —          | 3× Gold3     | 18× Platin18   | —           | 1.880.000   | musiccanada.com                                            |
| Mexiko (AMPROFON)                                                                            | —          | 10× Gold10   | 5× Platin5     | —           | 650.000     | amprofon.com.mx                                            |
| Neuseeland (RMNZ)                                                                            | —          | 6× Gold6     | 15× Platin15   | —           | 390.000     | aotearoamusiccharts.co.nz NZ2 NZ3                          |
| Niederlande (NVPI)                                                                           | —          | 3× Gold3     | 2× Platin2     | —           | 280.000     | nvpi.nl                                                    |
| Norwegen (IFPI)                                                                              | —          | Gold1        | 3× Platin3     | —           | 55.000      | ifpi.no (Memento vom 5. November 2012 im Internet Archive) |
| Österreich (IFPI)                                                                            | —          | 5× Gold5     | —              | —           | 90.000      | ifpi.at                                                    |
| Polen (ZPAV)                                                                                 | —          | 3× Gold3     | 2× Platin2     | Diamant1    | 260.000     | olis.pl                                                    |
| Portugal (AFP)                                                                               | —          | 2× Gold2     | 3× Platin3     | —           | 68.000      | Einzelnachweise                                            |
| Russland (NFPF)                                                                              | —          | Gold1        | 5× Platin5     | —           | 210.000     | 2m-online.ru                                               |
| Schweden (IFPI)                                                                              | —          | 4× Gold4     | 4× Platin4     | —           | 260.000     | sverigetopplistan.se                                       |
| Schweiz (IFPI)                                                                               | —          | 7× Gold7     | 9× Platin9     | —           | 460.000     | hitparade.ch                                               |
| Singapur (RIAS)                                                                              | —          | —            | Platin1        | —           | 10.000      | rias.org.sg                                                |
| Spanien (Promusicae)                                                                         | —          | 6× Gold6     | 43× Platin43   | —           | 2.150.000   | elportaldemusica.es promusicae.es                          |
| Südafrika (RISA)                                                                             | —          | —            | 2× Platin2     | —           | 100.000     | mi2n.com                                                   |
| Südkorea (KMCA)                                                                              | —          | —            | —              | —           | 261.745     | Einzelnachweise                                            |
| Ungarn (MAHASZ)                                                                              | —          | 3× Gold3     | —              | —           | 28.000      | slagerlistak.hu                                            |
| Vereinigte Staaten (RIAA)                                                                    | —          | 11× Gold11   | 38× Platin38   | —           | 30.899.000  | riaa.com                                                   |
| Vereinigtes Königreich (BPI)                                                                 | 7× Silber7 | 9× Gold9     | 14× Platin14   | —           | 10.030.500  | bpi.co.uk                                                  |
| Insgesamt                                                                                    | 9× Silber9 | 148× Gold148 | 233× Platin233 | 5× Diamant5 |             |                                                            |